# Bouliac
Bouliac är en kommun i departementet Gironde i regionen Nouvelle-Aquitaine i sydvästra Frankrike. Kommunen ligger i kantonen Floirac som tillhör arrondissementet Bordeaux. År 2022 hade Bouliac 3 806 invånare.

## Befolkningsutveckling
Antalet invånare i kommunen Bouliac
Referens:INSEE